# Descarboxilació del piruvat

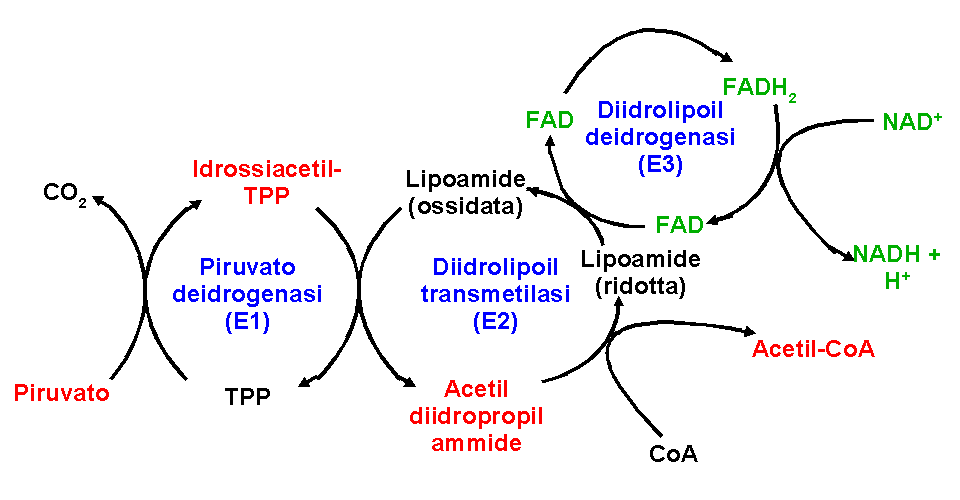
Mecanisme de la descarboxilació oxidativa del pirúvic

La descarboxilació del piruvat (també anomenada oxidació del piruvat o descarboxilació oxidativa del piruvat) és la reacció bioquímica que utilitza el piruvat per formar acetil-CoA, l'alliberació dels equivalents i la reducció d'emissions de CO₂. La descarboxilació del piruvat, vincula vies metabòliques com la glicòlisi i el cicle de l'àcid cítric, que es denominen "la transició de reaccions", "el vincle de reaccions", o "la reacció descarboxilativa oxidativa".
Són un conjunt de reaccions catalitzades per un complex enzimàtic, la piruvat deshidrogenasa, localitzat a la matriu mitocondrial com a part de la respiració anaeròbica.
En les cèl·lules eucariotes, la descarboxilació del piruvat es dona exclusivament en els mitocondris; en les cèl·lules procaritoes es dona en el citoplasma i en la membrana plasmàtica.
El piruvat es difon fins a la matriu del mitocondri, creuant ambdues membranes. Cada àcid pirúvic reacciona amb la coenzim A, desdoblat en CO₂ i un grup acetil de dos carboni que s'uneix immediatament a la coenzim A formant Acetil coenzim A que entrarà al cicle de Krebs. En aquesta reacció es forma un NADH i un H+. Per tant, la reacció és una descarboxilació oxidativa.
L'oxidació del piruvat en els organismes anaeròbics és diferent que en la dels organismes aeròbics, procés on l'electró acceptor és un sulfat de ferro-proteïna, no de NAD+. La conversió és catalitzada per una tiamina depenent de l'enzim que també és un acetil coenzim A. La reducció dels equivalents són eliminats per la producció de l'H₂ a través de la hidrogenasa.